# Championnat d'Amérique du Sud féminin de volley-ball des moins de 20 ans 1988
Navigation
Édition précédente Édition suivante
Le 9e Championnat d'Amérique du Sud féminin de volley-ball des moins de 20 ans s'est déroulé en 1988 à Caracas, au Venezuela. Il a mis aux prises les six meilleures équipes continentales.

## Équipes présentes
- Argentine
- Brésil
- Chili
- Colombie
- Pérou
- Venezuela

## Classement final
| Place              | Équipe    |
| ------------------ | --------- |
| Médaille d'or      | Pérou     |
| Médaille d'argent  | Brésil    |
| Médaille de bronze | Argentine |
| 4                  | Venezuela |
| 5                  | Colombie  |
| 6                  | Chili     |